# 勃艮第酒紅
勃根地酒紅（英語：burgundy），中文簡稱為酒紅色或勃根地色，是一種飽和度低，且略微接近紫色或棕色的紅色，因與法國勃根地產紅酒的顏色相似而得名。
勃根地酒紅在科學分類上與栗色相似，因為它的耐看和給一種深沉的感覺，此種顏色亦成為多個國家護照所採用的封皮顏色，例如歐盟多國、安地斯共同體成員國等。